# Ring van de gehele getallen
In de algebraïsche getaltheorie is de ring van de gehele getallen de verzameling van gehele getallen, die tot een algebraïsche structuur {\displaystyle \mathbb {Z} }, uitgerust met de operaties van optelling, aftrekken en vermenigvuldiging, is gemaakt. De ring van de gehele getallen is een commutatieve ring.
Meer in het algemeen is de ring van gehele getallen van een algebraïsch getallenlichaam {\displaystyle K}, vaak aangeduid met {\displaystyle O_{K}} of met {\displaystyle {\mathcal {O}}_{K}}, de ring van algebraïsche gehele getallen in {\displaystyle K}.
Door gebruik te maken van deze notatie, kunnen we {\displaystyle \mathbb {Z} =O_{Q}} schrijven, dit aangezien {\displaystyle \mathbb {Z} }, zoals hierboven, de ring van gehele getallen van het lichaam (Nederlands) of veld (Belgisch) {\displaystyle \mathbb {Q} } van de rationale getallen is. Inderdaad worden in de algebraïsche getaltheorie de elementen van {\displaystyle \mathbb {Z} } daarom vaak de rationale gehele getallen genoemd.
De ring van gehele getallen {\displaystyle O_{K}} is een {\displaystyle \mathbb {Z} }-moduul. Meer specifiek is deze ring een vrij {\displaystyle \mathbb {Z} }-moduul en heeft zij dus een basis, waarmee bedoeld wordt dat er een {\displaystyle b_{1},\ldots ,b_{n}\in O_{K}} bestaat, de basis, zodanig dat ieder element {\displaystyle x} in {\displaystyle O_{K}} op unieke wijze kan worden weergegeven als
{\displaystyle x=\sum _{i=1}^{n}a_{i}b_{i}}
met {\displaystyle a_{i}\in \mathbb {Z} }. De rang {\displaystyle n} van {\displaystyle O_{K}} als een vrij {\displaystyle \mathbb {Z} }-moduul is gelijk aan de graad van {\displaystyle K} over {\displaystyle \mathbb {Q} }.
Ringen van gehele getallen in getallenlichamen zijn Dedekind-ringen.

## Voorbeelden
Indien {\displaystyle \zeta } een {\displaystyle p}-de eenheidswortel en {\displaystyle K=\mathbb {Q} (\zeta )} het corresponderende cyclotomische lichaam/veld is, dan wordt een basis van {\displaystyle O_{K}=\mathbb {Z} [\zeta ]}  gegeven door {\displaystyle (1,\zeta ,\zeta ^{2},\ldots ,\zeta ^{p-2})}.
Als {\displaystyle K=\mathbb {Q} ({\sqrt {d}})} een kwadratisch lichaam (Ned) / veld (Be) is,  wordt een basis van {\displaystyle O_{K}} gegeven door {\displaystyle (1,(1+{\sqrt {d}})/2)} als {\displaystyle d=1{\bmod {4}}}, dus met rekenen modulo 4, en door {\displaystyle (1,{\sqrt {d}})} als {\displaystyle d=2{\text{ of }}3{\bmod {4}}}. 
De ring van p-adische getallen {\displaystyle \mathbb {Z} _{p}} is de ring van gehele getallen van een {\displaystyle p}-adisch getal {\displaystyle \mathbb {Q} _{p}}.